# Luca Cambiaso
Lucca Cambiaso (Moneglia, República de Gènova, 8 de novembre de 1527 – 6 de setembre de 1585) va ser un pintor italià. Conegut per la seva gran activitat com decorador dels palaus de Gènova, el 1583 va ser cridat per Felip II, per a decorar la volta de l'església del Monestir de l'Escorial, i morí al cap de dos anys sense finalitzar la seva obra. El seu lloc serà ocupat per Zuccari i Tibaldi. Entre els frescos que es conserven a l'Escorial destaquen la Coronació de la Verge (en la volta de la Capella Major), la Glòria (en la volta del cor) i escenes de Crist ressuscitat (replà de l'escala).